# Heusden Koers 1970
De 22e editie van de Belgische wielerwedstrijd Heusden Koers werd verreden op 11 augustus 1970. De start en finish vonden plaats in Heusden. De winnaar was Martin Van Den Bossche, gevolgd door Walter Godefroot en Etienne Buysse.

## Uitslag
| Heusden Koers 1970 |                        |                     |       |
| Plaats             | Naam                   | Ploeg               | Tijd  |
| Winnaar            | Martin Van Den Bossche | Molteni             | 3u33' |
| 2                  | Walter Godefroot       | Salvarani           | + 22" |
| 3                  | Etienne Buysse         | Hertekamp-Magniflex | z.t.  |

1929 · 1930-1935 · 1936 · 1937 · 1938 · 1939 · 1952 · 1953 · 1954 · 1955 · 1956 · 1957 · 1958 · 1959 · 1960 · 1961 · 1962 · 1963 · 1964 · 1965 · 1966 · 1967 · 1968 · 1969 · 1970 · 1971 · 1972 · 1973 · 1974 · 1975 · 1976 · 1977 · 1978 · 1979 · 1980 · 1981 · 1982 · 1983 · 1984 · 1985 · 1986 · 1987 · 1988 · 1989 · 1990 · 1991 · 1992 · 1993 · 1994 · 1995 · 1996 · 1997 · 1998 · 1999 · 2000 · 2001 · 2002 · 2003 · 2004 · 2005 · 2006 · 2007 · 2008 · 2009 · 2010 · 2011 · 2012 · 2013 · 2014 · 2015 · 2016 · 2017 · 2018 · 2019 · 2020 · 2021 · 2022 · 2023